# Ethnicolor's
Ethnicolor’s is een studioalbum van Cyrille Verdeaux. Het werd later bestempeld als het eerste deel van zijn Kundalini Opera, die uit zeven delen bestaat. Op de uitgave van 1999 ontbreekt die aanduiding. Het album bevat elektronische annex new agemuziek vermengd met praat- en zangstemmen van diverse etnische groepen uit alle windstreken van de wereld. Deze stemopnamen zijn gesampled in de muziek van Verdeaux. Opnames van de muziek vonden plaats in Annecy; gesampled werd er door Pascal Menetrey, die studeerde aan het Conservatorium in Genève.

## Musici
- Cyrille Verdeaux – toetsinstrumenten, drummachine
- diverse zang- en praatstemmen

## Tracklist
Allen van Verdeaux

| Nr. | Titel                                                                              | Duur |
| --- | ---------------------------------------------------------------------------------- | ---- |
| 1.  | Terre Australe (Papoea, Fulbe, Namibiërs, Kanaken (Nieuw-Caledonië))               | 4:58 |
| 2.  | Shawnee Froid (Shawnees, Sioux, Navajo, Crees, Zunis, Apaches en Budas (Ethiopië)) | 4:02 |
| 3.  | Zeph (Tibetanen, Nepalezen)                                                        | 5:17 |
| 4.  | Aztec Tartare (Volkeren uit de Andes en het Amazonegebied)                         | 5:13 |
| 5.  | Rain Dance (Comanches, Kiowas, Utes en Budas)                                      | 5:19 |
| 6.  | Dream with Krishna (geen stemmen)                                                  | 4:08 |
| 7.  | Trance Connexion (Cherokee, Chippewas, Assiniboines.)                              | 5:48 |
| 8.  | Odysseus (stemmen uit Nieuw-Caledonië, Fiji Eilanden, Kabilië en Sjamanen)         | 4:21 |
| 9.  | J’ai du bon tabla (geen stemmen)                                                   | 6:37 |
| 10. | Bird of Paradise (Zuni)                                                            | 3;15 |
| 11. | Amazon. Cora Zone (Bororos, Kaoapas)                                               | 5:42 |

De uitleg over de diverse stemmen wordt op het album geteisterd door een slechte spelling; Verdeaux’s Engels staat bekend als matig. Zelfs de titel van het album is onduidelijk: soms Ethnicolor, soms Ethnicolor’s. In track 1 wordt verwezen naar North Australian Papoose; een bevolkingsgroep die geheel onbekend is; zeer waarschijnlijks wordt bedoeld Papoea’s die in  Noord-Australië (zouden) wonen; Volgens de Engelstalige Wikipedia betekent Papoose, Indianenkind uit de Verenigde Staten. De Fulbe uit dezelfde track worden geplaatst in Zuid Afrika, terwijl zij in Midden-Afrika wonen.
Chakra 1: Ethnicolor's ·
Chakra 2: Journey to Tantraland ·
Chakra 3: Solar Transfusion ·
Chakra 4: Flowers from Heaven ·
Chakra 5: Rhapsodies pour la planète bleue ·
Chakra 6: Piano for the Third Ear ·
Chakra 7: Nocturnes digitales